# Quincy Lewis
Quincy Lavell Lewis (Little Rock, Arkansas, 26. lipnja 1977.) američki je profesionalni košarkaš. Igra na poziciji niskog krila, a trenutačno je slobodan igrač. Bivši je košarkaš NBA klubova Utah Jazza i Minnesote Timberwolvesa.

## Karijera

#### Sveučilište
Kao student, Lewis je igrao za sveučilište Minnesota. Na sveučilištu je proveo sve četiri sezone, a tijekom seniorske sezone bio je vodeći strijelac Big-10 konferencije. U posljednjoj sezoni postizao je 23.1 poena i 5.9 skokova po utakmici. U sezoni 1996./97., Lewis je kao šesti igrač pomogao sveučilištu izboriti Final Four NCAA lige. 

#### Profesionalna karijera
Lewis je izabran u 1. krugu (19. ukupno) NBA drafta 1999. od strane Utah Jazza. U Utahu je igrao od 1999. do 2000. godine. Kao novak je u prosjeku postizao 3.8 poena, 1.5 skokova i 0.5 asistencija za 12.1 minutu provedenih na parketu. Nakon odlaska preko bare u izraelski Maccabi Tel Aviv, Lewis se natrag vratio u NBA, igrajući za T'Wolvese. U Minnesoti je imao poražavajuću statistiku, u prosjeku je postizao 1.1 poen, 0.5 skokova i 0.1 asistenciju za 4.6 minuta provedenih na parketu. U siječnju 2004. napusti je NBA ligu i preselio se natrag u Europu, potpisavši za španjolski Lucentum Alicante.  Sezonu 2005./06. proveo je u grčkom divu Olympiakosu, a sljedeće sezone natrag se vraća u Alicante. Od 2007. do 2009. bio je član kluba Iurbentia Bilbao. 

## Vanjske poveznice
- Profil na NBA.com
- Profil na EurocupBasketball.com
- Profil  Arhivirana inačica izvorne stranice od 6. ožujka 2021. (Wayback Machine) na Basketpedya.com